# Cal Freixes (l'Arboç)
Cal Freixes és una obra del municipi de l'Arboç protegida com a bé cultural d'interès local.

## Descripció
És un edifici de tres plantes. Els baixos tenen dues grans portalades d'arc decorades amb dibuixos d'alt relleu de motius vegetals. El primer pis, presenta una gran balconada amb una bonica barana que combina la pedra i el ferro forjat i amb dues portes balconeres d'arc lobulat decorades amb motius vegetals. La segona planta consta de dos balcons amb una base un xic ondulada, i una barana de ferro i un arc lobulat decorat amb motius vegetals. És rematat per una sinuosa estructura corba amb dues volutes a cada costat, una fulla estesa al mig i uns relleus florals. L'angle del xamfrà presenta una decoració de carreus picats. Pel que fa a la façana del carrer Pau Casals, també de tres plantes, presenta una sèrie de divergències. Els baixos tenen tres portalades i unes finestres. El primer pis consta d'una atermància entre balcó i finestra, ambdues decorades amb dibuixos vegetals. És rematat per una estructura poligonal.

## Història
Fou precisament davant d'aquest edifici on va ser assassinat Mn. Rafael Ribot, que, a causa dels fets del 36, fou amagat per una família de l'Arboç. Una placa commemora aquest fet: "Aquí morí el Rnd. Rafael Ribot, rector de Castellet el dia 8 d'agost de 1936". L'edifici era antigament un establiment de queviures, "La confiança" inaugurat el 1912 on hi havia la joieria Caparrós. L'aspecte de la botiga revestí ja fins i tot des d'un bon principi força ostentació tant per les dimensions com per la mateixa decoració. També s'hi instal·là durant un temps el sabater Sagal. A la dècada del 80 del s. XX s'estava condicionant com a comerç.